# Canottaggio ai Giochi della XXX Olimpiade - 2 di coppia pesi leggeri maschile
Il 2 di coppia pesi leggeri maschile dei Giochi della XXX Olimpiade si è svolta tra il 29 luglio e il 4 agosto 2012. Hanno partecipato 20 equipaggi.
La gara è stata vinta dai danesi Mads Rasmussen e Rasmus Quist Hansen con un tempo di 6'37"17, mentre l'argento e il bronzo sono andati rispettivamente all'equipaggio britannico Purchase-Hunter e a quello neozelandese Uru-Taylor.

## Formato
Nel primo turno, i primi due equipaggi di ogni batteria accedono alla semifinale, mentre gli altri competono nel ripescaggio; i primi due classificati di entrambe le batterie di ripescaggio si qualificano per le semifinali. I primi tre classificati di ogni semifinale accedono alla finale, mentre gli altri disputano una finale B per i piazzamenti.
Gli equipaggi eliminati al ripescaggio competono in un turno parallelo di semifinali e finali per i piazzamenti dal 13º al 20º posto.

## Programma
| Data           | Ora (BST/UTC+1) | Turno      |
| -------------- | --------------- | ---------- |
| 29 luglio 2012 | 11:10           | Batterie   |
| 31 luglio 2012 | 10:30           | Ripescaggi |
| 1º agosto 2012 | 9:50            | Semifinali |
| 2 agosto 2012  | 10:50           | Semifinali |
| 4 agosto 2012  | 9:40            | Finali     |

## Risultati

### Batterie
| Pos. | Atleti                       | Nazione    | Tempo   | Note |
| ---- | ---------------------------- | ---------- | ------- | ---- |
| 1    | Pietro Ruta Elia Luini       | Italia     | 6'35"72 | Q    |
| 2    | Pedro Fraga Nuno Mendes      | Portogallo | 6'37"91 | Q    |
| 3    | Douglas Vandor Morgan Jarvis | Canada     | 6'42"59 | R    |
| 4    | Sandeep Kumar Manjeet Singh  | India      | 6'56"60 | R    |
| 5    | Mohamed Nofel Omar Emira     | Egitto     | 6'59"57 | R    |

| Pos. | Atleti                          | Nazione       | Tempo   | Note |
| ---- | ------------------------------- | ------------- | ------- | ---- |
| 1    | Zac Purchase Mark Hunter        | Gran Bretagna | 6'36"29 | Q    |
| 2    | Storm Uru Peter Taylor          | Nuova Zelanda | 6'37"02 | Q    |
| 3    | Roderick Chisholm Thomas Gibson | Australia     | 6'47"33 | R    |
| 4    | Zhang Fangbing Sun Jie          | Cina          | 6'57"67 | R    |
| 5    | Mario Cejas Miguel Mayol        | Argentina     | 7'01"76 | R    |

| Pos. | Atleti                                   | Nazione   | Tempo   | Note |
| ---- | ---------------------------------------- | --------- | ------- | ---- |
| 1    | Mads Rasmussen Rasmus Quist Hansen       | Danimarca | 6'33"11 | Q    |
| 2    | Kristoffer Brun Are Strandli             | Norvegia  | 6'34"00 | Q    |
| 3    | Manuel Suarez Barrios Yunior Perez       | Cuba      | 6'36"31 | R    |
| 4    | Zsolt Hirling Tamás Varga                | Ungheria  | 6'36"90 | R    |
| 5    | Eleftherios Konsolas Panagiotis Magdanis | Grecia    | 6'42"13 | R    |

| Pos. | Atleti                            | Nazione   | Tempo   | Note |
| ---- | --------------------------------- | --------- | ------- | ---- |
| 1    | Stany Delayre Jérémie Azou        | Francia   | 6'40"89 | Q    |
| 2    | Linus Lichtschlag Lars Hartig     | Germania  | 6'49"44 | Q    |
| 3    | Kazushige Ura Daisaku Takeda      | Giappone  | 6'54"01 | R    |
| 4    | Rodolfo Collazo Emiliano Dumestre | Uruguay   | 6'58"63 | R    |
| 5    | Leung Chun Shek Lok Kwan Hoi      | Hong Kong | 6'59"52 | R    |

### Ripescaggi
| Pos. | Atleti                                   | Nazione   | Tempo   | Note |
| ---- | ---------------------------------------- | --------- | ------- | ---- |
| 1    | Eleftherios Konsolas Panagiotis Magdanis | Grecia    | 6'31"13 | Q    |
| 2    | Zsolt Hirling Tamás Varga                | Ungheria  | 6'32"31 | Q    |
| 3    | Roderick Chisholm Thomas Gibson          | Australia | 6'34"29 |      |
| 4    | Douglas Vandor Morgan Jarvis             | Canada    | 6'36"03 |      |
| 5    | Rodolfo Collazo Emiliano Dumestre        | Uruguay   | 6'51"67 |      |
| 6    | Mohamed Nofel Omar Emira                 | Egitto    | 6'57"06 |      |

| Pos. | Atleti                             | Nazione   | Tempo   | Note |
| ---- | ---------------------------------- | --------- | ------- | ---- |
| 1    | Manuel Suarez Barrios Yunior Perez | Cuba      | 6'37"04 | Q    |
| 2    | Kazushige Ura Daisaku Takeda       | Giappone  | 6'39"81 | Q    |
| 3    | Zhang Fangbing Sun Jie             | Cina      | 6'40"12 |      |
| 4    | Leung Chun Shek Lok Kwan Hoi       | Hong Kong | 6'47"04 |      |
| 5    | Mario Cejas Miguel Mayol           | Argentina | 6'48"21 |      |
| 6    | Sandeep Kumar Manjeet Singh        | India     | 6'54"20 |      |

### Semifinali

#### Semifinali A/B
| Pos. | Atleti                                   | Nazione       | Tempo   | Note |
| ---- | ---------------------------------------- | ------------- | ------- | ---- |
| 1    | Mads Rasmussen Rasmus Quist Hansen       | Danimarca     | 6'33"25 | Q    |
| 2    | Storm Uru Peter Taylor                   | Nuova Zelanda | 6'36"71 | Q    |
| 3    | Linus Lichtschlag Lars Hartig            | Germania      | 6'37"44 | Q    |
| 4    | Eleftherios Konsolas Panagiotis Magdanis | Grecia        | 6'40"89 |      |
| 5    | Pietro Ruta Elia Luini                   | Italia        | 6'41"17 |      |
| 6    | Kazushige Ura Daisaku Takeda             | Giappone      | 6'48"61 |      |

| Pos. | Atleti                             | Nazione       | Tempo   | Note |
| ---- | ---------------------------------- | ------------- | ------- | ---- |
| 1    | Zac Purchase Mark Hunter           | Gran Bretagna | 6'36"62 | Q    |
| 2    | Stany Delayre Jérémie Azou         | Francia       | 6'37"29 | Q    |
| 3    | Pedro Fraga Nuno Mendes            | Portogallo    | 6'37"99 | Q    |
| 4    | Kristoffer Brun Are Strandli       | Norvegia      | 6'39"59 |      |
| 5    | Zsolt Hirling Tamás Varga          | Ungheria      | 6'42"81 |      |
| 6    | Manuel Suarez Barrios Yunior Perez | Cuba          | 6'52"26 |      |

#### Semifinali C/D
| Pos. | Atleti                          | Nazione   | Tempo   | Note         |
| ---- | ------------------------------- | --------- | ------- | ------------ |
| 1    | Roderick Chisholm Thomas Gibson | Australia | 7'06"24 | Q (finale C) |
| 2    | Mario Cejas Miguel Mayol        | Argentina | 7'06"24 | Q (finale C) |
| 3    | Leung Chun Shek Lok Kwan Hoi    | Hong Kong | 7'13"67 | Q (finale C) |
| 4    | Mohamed Nofel Omar Emira        | Egitto    | 7'19"29 |              |

| Pos. | Atleti                            | Nazione | Tempo   | Note         |
| ---- | --------------------------------- | ------- | ------- | ------------ |
| 1    | Douglas Vandor Morgan Jarvis      | Canada  | 7'02"85 | Q (finale C) |
| 2    | Zhang Fangbing Sun Jie            | Cina    | 7'09"39 | Q (finale C) |
| 3    | Rodolfo Collazo Emiliano Dumestre | Uruguay | 7'11"20 | Q (finale C) |
| 4    | Sandeep Kumar Manjeet Singh       | India   | 7'19"31 |              |

### Finali
| Pos. | Atleti                      | Nazione | Tempo   | Note |
| ---- | --------------------------- | ------- | ------- | ---- |
| 1    | Sandeep Kumar Manjeet Singh | India   | 7'08"39 |      |
| 2    | Mohamed Nofel Omar Emira    | Egitto  | 7'12"79 |      |

| Pos. | Atleti                            | Nazione   | Tempo   | Note |
| ---- | --------------------------------- | --------- | ------- | ---- |
| 1    | Roderick Chisholm Thomas Gibson   | Australia | 6'44"40 |      |
| 2    | Douglas Vandor Morgan Jarvis      | Canada    | 6'46"62 |      |
| 3    | Zhang Fangbing Sun Jie            | Cina      | 6'49"39 |      |
| 4    | Rodolfo Collazo Emiliano Dumestre | Uruguay   | 6'51"94 |      |
| 5    | Mario Cejas Miguel Mayol          | Argentina | 6'53"71 |      |
| 6    | Leung Chun Shek Lok Kwan Hoi      | Hong Kong | 7'00"01 |      |

| Pos. | Atleti                                      | Nazione  | Tempo   | Note |
| ---- | ------------------------------------------- | -------- | ------- | ---- |
| 1    | Pietro Ruta Elia Luini                      | Italia   | 6'29"92 |      |
| 2    | Eleftherios Konsolas Panagiotis Magdanis    | Grecia   | 6'31"71 |      |
| 3    | Kristoffer Brun Are Strandli                | Norvegia | 6'32"82 |      |
| 4    | Manuel Suarez Barrios Yunior Perez Aguilera | Cuba     | 6'34"96 |      |
| 5    | Zsolt Hirling Tamás Varga                   | Ungheria | 6'39"98 |      |
| 6    | Kazusige Ura Daisaku Takeda                 | Giappone | 6'48"27 |      |

#### Finale A
| Pos. | Atleti                             | Nazione       | Tempo   | Note |
| ---- | ---------------------------------- | ------------- | ------- | ---- |
|      | Mads Rasmussen Rasmus Quist Hansen | Danimarca     | 6'37"17 |      |
|      | Zac Purchase Mark Hunter           | Gran Bretagna | 6'37"78 |      |
|      | Storm Uru Peter Taylor             | Nuova Zelanda | 6'40"86 |      |
| 4    | Stany Delayre Jérémie Azou         | Francia       | 6'42"69 |      |
| 5    | Pedro Fraga Nuno Mendes            | Portogallo    | 6'44"80 |      |
| 6    | Linus Lichtschlag Lars Hartig      | Germania      | 6'49"07 |      |